# 紫阳玫瑰圣母堂
紫阳玫瑰圣母堂，简称紫阳天主堂，是位于上海市徐汇区华泾镇龙吴路2573号的一座小圣堂，奉玫瑰圣母为主保，属于天主教上海教区市区总铎区徐家汇圣伊纳爵主教座堂堂区，是徐汇区现存两座开放的天主堂之一。该堂系钢筋混凝土结构，占地面积150.2平方米，可容纳200余人，堂中教友多为从徐家汇紫阳路迁居过来的居民。该堂只有主日弥撒，时间为早上8:00。

## 概述

### 华泾镇先前教堂
华泾镇附近先前有一座天主教堂，位于现田林街道西南部、虹漕路南端西侧的毛家塘（现虹漕路站北）16号，占地2.5亩，建造于明末。曾遭遇两次火灾，但烧后恢复一次比一次高大雄伟，先后由三代堂长主持管理。最后一代堂长为毛立夫，共有教友47户、200人左右。1959年被生产队用作仓库。文化大革命中破坏。

### 紫阳路地区动迁前情况
紫阳路是徐家汇的一条道路，东起蒲西路，原西至徐虹路，中与怀安街相交，并与汇站街成“丁”字形相接。路东端有徐家汇大堂和徐家汇观象台。此路原为1910年建造徐家汇大堂时修筑的一条泥石路，沿路多为旧式住宅，间有二层楼房，教堂西侧有各种小商店；因位于天主教堂西侧，俗称“堂街西”，后因路东有慈佑桥，故名慈佑路。1964年因“有封建迷信意义”，遂以陕西省紫阳县名命名。拆迁前路长412.6米，宽3.65至5米，其中车行道宽2.5至4.2米。原为片弹街面层，1981至1983年，逐段铺成沥青表面处理路面。2001年修建东方曼哈顿居民区后被截断，仅余蒲西路至小区院墙中间剩余的一小段。
根据紫阳路命名有紫阳居委会，在原漕溪北路街道（现徐家汇街道）北部。1951年成立慈佑居委会。1954年相继成立镇南、怀安、汇西等居委会，1958年并入慈佑居委会；1964年随路名更改而改名紫阳居委会。该地区民国时多为天主教会建给教友们居住的平房，如紫阳路283至291号（爱经房子），教友数量多，因而在一些老地图中被标注为“教友村”。

### 动迁居民因需建堂
1991年前后，徐家汇开展搬迁工作，原漕溪北路街道的紫阳路地块也在动迁之中。部分居民迁居到外环线南侧的龙华乡（1998年5月改为华泾镇）龙吴路西侧，是为紫阳花苑。该小区大部分居民来自紫阳居委会和相邻汇站居委会管辖居民，其中有350户信仰天主教的居民。为满足教友就近过宗教生活，教区在紫阳花苑大门北侧360平方米的场地建造了玫瑰圣母堂。最终，该堂于2000年1月17日举行了隆重的开堂典礼。
该堂属徐家汇大堂下属一个堂点，在堂区名册中仍称“紫阳天主堂”。
2012年3月17日，张恒毅神父任紫阳堂本堂（主任司铎），协助徐家汇堂区牧灵；2024年1月8日，张恒毅调任宝山区孟家宅天主堂本堂，紫阳堂本堂由魏特选神父担任（仍住徐家汇大堂）。